# Zabel (bedrijf)
Zabel is een Duits bedrijf dat zijspancross-combinaties met eigen motorblokken maakt.
Friedhelm Zabel werd in één klap beroemd als constructeur van zijspancrosscombinaties toen in 1980 het wereldkampioenschap werd gewonnen door het Duitse koppel Böhler-Müller. Hij had de machine, voorzien van een 980 cc Yamaha-blok, voor ze geprepareerd. Later ging Zabel zelf motorblokken bouwen, aanvankelijk 685 cc tweecilinder-tweetakten, later concentreerde hij zich zoals alle teams op eencilinders. In eerste instantie waren dit nog tot 610 cc opgeboorde Maico-blokken, maar uiteindelijk maakte hij zijn eigen motorblokken. 